# ТЕЦ Дурі-Центр
1°18′43″ пн. ш. 101°11′22″ сх. д. / 1.31194° пн. ш. 101.18944° сх. д.
ТЕС Дурі-Центр – теплова електростанція на індонезійському острові Суматра. 
У 1980-х роках компанія Caltex Pacific Indonesia (дочірня структура енергетичного гіганту Chevron) розгорнула у центральній частині Суматри масштабний проект із розробки покладів важкої нафти родовища Дурі, для збільшення текучості якої застосували розігрівання паром. Останній виробляли як сотнями спеціальних парогенераторів, так і за допомогою теплоелектроцентралей, що також забезпечували потреби промислів у електроенергії.
Первісно на родовищі звели дві ТЕЦ – Дурі та Дурі-Центр. Остання отримала 5 турбін General Electric типу MS5001PA потужністю по 20 МВт. Відпрацьовані ними гази потрапляють до котлів-утилізаторів, які виробляють необхідну для виробничого процесу пару.
Як засвідчують дані геоінформаційних систем, станом на початок 2020-х на майданчику Дурі-Центр все так же знаходилось 5 газотурбінних комплектів. Втім, фактична потужність об’єкту складала значно менше від зазначеного вище максимального показника – в 2021 році сукупний показник ТЕЦ Дурі-Центр та ТЕЦ Мінас (номінал 224 МВт) рахували лише як 130 МВт (можливо відзначити, що наразі основний внесок у забезпечення промислів робить введена останньою ТЕЦ Дурі-Північ).
Наразі ТЕЦ Дурі-Центр використовує природний газ, який подали до регіону в 1998 році за допомогою трубопроводу Гріссік – Дурі.
В 2021 році із завершенням терміну дії концесії, укладеної з іноземним інвестором, управління станцією перейшло до індонезійської державної нафтогазова корпорації PT Pertamina.